# Sawik Schuster

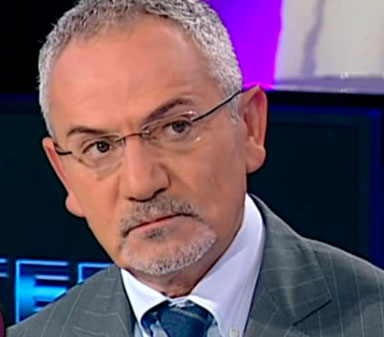
Sawik Schuster, 2013

Sawik Michailowitsch Schuster (oder Savik Shuster, ukrainisch Савік Михайлович Шустер; russisch Савик Михайлович Шустер; * 22. November 1952 in Vilnius, Litauische Sozialistische Sowjetrepublik) ist Journalist und war Moderator der ukrainischen Talkshow Schuster Live. Er besitzt die kanadische und italienische Staatsbürgerschaft.

## Leben
Schuster kam als Ševelis Šusteris (Шевеліс Шустеріс) in Vilnius zur Welt und wuchs in der Sowjetunion auf. Er verließ diese jedoch zusammen mit seinen Eltern im Jahr 1971, um über Vilnius nach Kanada auszuwandern. Schuster studierte in Montreal Medizin und ging später nach Florenz in Italien, um dort seine Studien fortzusetzen. Dort lernte er auch seine spätere Ehefrau kennen. Nach Beendigung seiner Studien arbeitete er jedoch nicht als Arzt, sondern als Journalist bei einer Zeitung, weil er inzwischen bemerkt hatte, dass er "kranke Leute nicht leiden konnte".
Von 1988 bis 2001 arbeitete Schuster für Radio Free Europe/Radio Liberty. Er hatte aus Afghanistan über den dortigen Krieg berichtet und dabei Kommandanten der Mudschadehin interviewt. Laut eigener Angaben kam es dazu während geheimer Verhandlungen über einen geschützten Truppenabzug der Sowjets aus dem Land. Aufgrund einer Anfrage des Untergeneralsekretärs der Vereinten Nationen für politische Angelegenheiten, Diego Cordovez Zegers, hatte er die erste Versammlung solcher Kommandanten initiiert und ein Versprechen erreicht, welches der sowjetische Präsident Gorbatschow als Bedingung für den Truppenabzug gefordert hatte: Er verlangte von den Vereinten Nationen eine Garantie, dass kein einziger sowjetischer Soldat beim Abzug getötet würde. Eine Woche nachdem Sawik Schuster das Ergebnis des Treffens berichtet hatte, wurde das Genfer Abkommen unterzeichnet, das eine De-Internationalisierung der afghanischen Angelegenheiten herbei führte und den Abzug ermöglichte.
Aufgrund der offiziellen Arbeit in Afghanistan für Radio Free Europe wurde ihm ein Job am Hauptsitz in München angeboten, den er jedoch ablehnte. Danach begann seine Karriere beim russischen Fernsehen, wo er von 2001 bis 2004 für den Sender NTW arbeitete. Nach der Übernahme von NTW durch den Staatskonzern Gazprom wurde Schusters Sendung abgesetzt, daraufhin ging Schuster nach Kiew. Dort zählte Savik Schuster neben Jewgeni Kisseljow zu den populärsten Fernsehmoderatoren.
Schuster spricht neben Russisch auch noch Litauisch, Englisch, Italienisch und Französisch. Er lebt mit seiner Ehefrau und seinen Kindern in Florenz.

## Schuster Live
Schuster leitete die politische Talk-Show «Schuster LIVE» auf dem Fernsehsender «tv 3S» und ist der Generaldirektor der Produktionsfirma «Savik Shuster Studio». Schuster moderierte seine Sendung "Schuster Live" in russischer Sprache, was in der Ukraine ein politisch problematisches Thema ist. Er erklärte jedoch in einem Interview im Jahr 2008, dass man ihm die Erlaubnis gegeben hätte, weil er kein "Moskal" sei. "Moskal" ist in der Ukraine eine herabsetzende Bezeichnung für einen ethnischen Russen. 2016 wurde ihm die Arbeitserlaubnis wegen der Kritik an der ukrainischen Regierung und Petro Poroschenko entzogen. Im Januar 2016 wurde ein Strafverfahren unter dem Vorwurf der Steuerhinterziehung nach den Ergebnissen der Steuerprüfung der Firma Savik Shuster Studio eröffnet. Die OSZE warf Bedenken zur Pressefreiheit auf. Schuster trat in einen Hungerstreik. Seine Sendung wurde im März 2017 beendet.